# Jacky Durand
Jacky Durand (Laval, 10 febbraio 1967) è un ex ciclista su strada francese.

## Carriera
Due volte campione francese, vinse tre tappe al Tour de France, ma soprattutto il Giro delle Fiandre e la Parigi-Tours.
Si è imposto in frazioni di tutte le tre maggiori corse a tappe francesi: tre tappe al Tour (10ª tappa nel 1994, prologo nel 1995 e 8ª tappa nel 1998), una alla Parigi-Nizza (9ª tappa nel 1999) ed una al Giro del Delfinato (1ª tappa nel 2002).

## Palmarès
- 1991 (Castorama, una vittoria)

Grand Prix d'Isbergues
- 1992 (Castorama, una vittoria)

Giro delle Fiandre
- 1993 (Castorama, una vittoria)

Campionato francese, prova in linea
- 1994 (Castorama, quattro vittorie)

Campionato francese, prova in linea
10ª tappa Tour de France (Bergerac > Cahors)
2ª tappa Tour du Limousin (St Yreix la Perche > Brive)
4ª tappa Tour du Limousin (Oradour sur Glane > Limoges)
- 1995 (Castorama, due vittorie)

Cronoprologo Tour de France (Saint Brieuc > Saint Brieuc)
4ª tappa Grand Prix du Midi Libre (Carcassonne > Sète)
- 1998 (Casino-Ag2r, quattro vittorie)

2ª tappa Tour de Luxembourg (Wormelange > Bertrange)
8ª tappa Tour de France (Brive > Montauban)
7ª tappa Tour de Pologne (Rabka > Wieliczka)
Paris-Tours
- 1999 (Lotto-Mobistar, una vittoria)

6ª tappa Paris-Nice (Romans > Sisteron)
- 2001 (La Française des Jeux, due vittorie)

Tro-Bro Léon
Tartu Rattaralli
- 2002 (La Française des Jeux, una vittoria)

1ª tappa Critérium du Dauphiné Libére (Châtillon-sur-Chalaronne > Saint-Étienne)

### Altri successi
- 1993 (Castorama)

Bol d'or des Monédières-Chaumeil (Criterium)
Grand Prix de Dun-le-Palestel (Criterium)
Bordeaux-Cauderan (Criterium)
- 1994 (Castorama)

Grand Prix de Abymes (Criterium)
Grand Prix de Lisieux (Criterium)
Grand Prix de Monein (Criterium)
Grand Prix de Saint-Chamond (Criterium)
- 1995 (Castorama)

2 giorni maglia gialla Tour de France
Grand Prix de Vienne (Criterium)
- 1996 (Agrigel-La Creuse)

Grand Prix de Amiesse (Criterium)
Grand Prix de Dun Le Palestel (Criterium)
- 1998 (Casino-Ag2r)

Premio della Combattività Tour de France
Grand Prix de Vayrac (Criterium)
Grand Prix de Callac (Criterium)
- 1999 (Lotto-Mobistar)

Premio della Combattività Tour de France
Grand Prix de Chateau-Chinon (Criterium)
Ronde Aix-en-Provence (Criterium)
- 2000 (Lotto-Adecco)

Grand Prix de Rognes (Criterium)
Grand Prix de Toulouse (Criterium)
Ronde des Korrigans-Camors (Criterium)
- 2004 (Landbouwkrediet-Colnago)

Critérium du Guidon d'Or d'Hellemmes (Criterium)

## Piazzamenti

### Grandi Giri
- Giro d'Italia

1991: 90º
1992: 104º
2004: ritirato
- Tour de France

1992: 119º
1993: 121º
1994: ritirato
1995: ritirato
1996: 115º
1998: 65º
1999: 141º
2000: 74º
2001: 127º
2002: squalificato
- Vuelta a España

1997: 116º
1999: ritirato

### Classiche monumento
- Milano-Sanremo

1992: 185º
1993: 164º
1994: 158º
1995: 151º
2003: 163º
2004: 181º
- Giro delle Fiandre

1992: vincitore
1993: 72º
1995: 85º
1998: 53º
2000: 72º
2002: 74º
- Parigi-Roubaix

1992: 44º
1993: 44º
1995: 66º
1997: 20º
2000: 31º
2004: 76º

### Competizioni mondiali
- Campionati del mondo

Oslo 1993 - In linea: 52º
Valkenburg 1998 - In linea Elite: 16º
Zolder 2002 - In linea Elite: 47º